# たらい

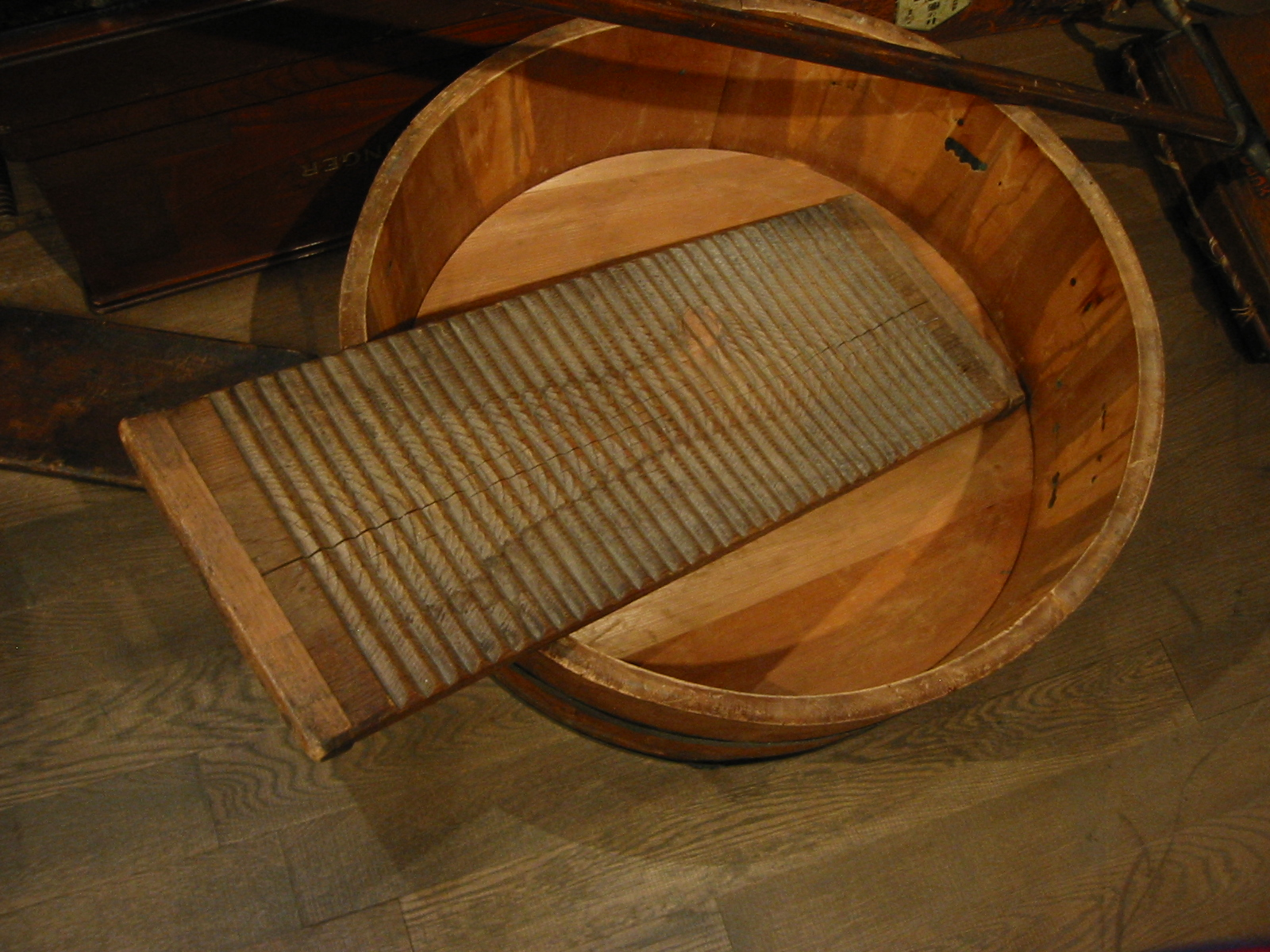
タライと洗濯板

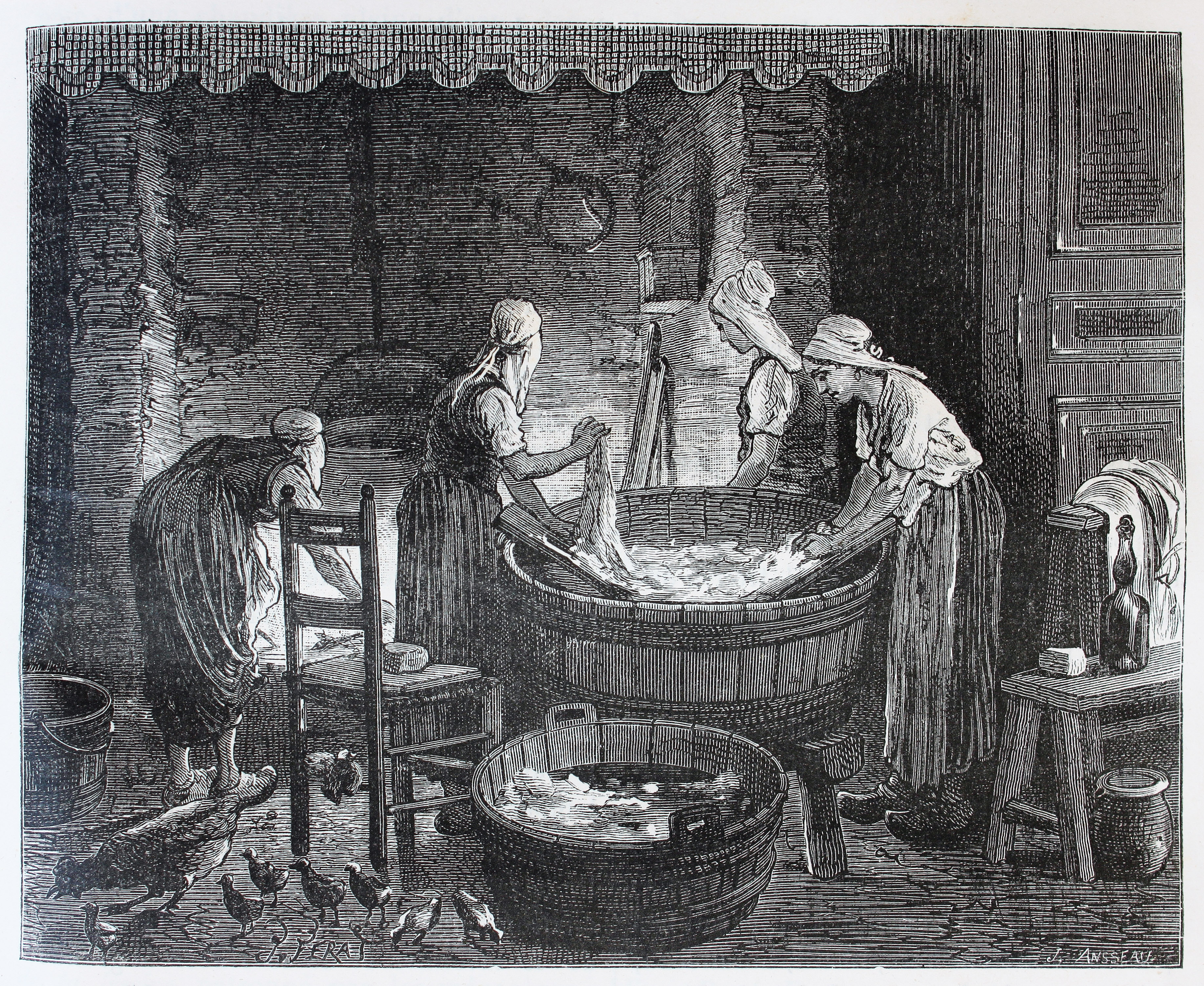
フランスにおける大盥と洗濯板を用いた洗濯 （1870年頃 J.フェラ画）

たらい（盥、タライ、英: Washbasin、英: Washtub）とは、平たい桶の一種。通常丸い形をしており、比較的浅い。

## 歴史
洗濯機が無かった時代において、主に洗濯の用途などで多く用いられた。
日本では嫁入り道具に必要なもののひとつとされる地域もあった。語源として、「手洗い」が詰まって「たらい」となったともいわれる
たらいは、戦前までは木製であった（これは桶の製作技術を転用したものである）。第二次世界大戦後、軽量化、耐久性の向上を図るため、アルミニウムやメッキ鋼板で作られるようになった。
その後、トタンを用いた金だらい（かなだらい）が生産、流通の中心となった。さらに近年ではプラスチックを用いた製品が生産、販売されている。
西洋ではローマ帝国の衰退後のキリスト教の拡大とともに全身浴は悪と考えられるようになり、たらいを用いた入浴法が長い間行われていた。しかし、シャワーの発明により、たらいを用いた入浴法はすたれた。

## 用途

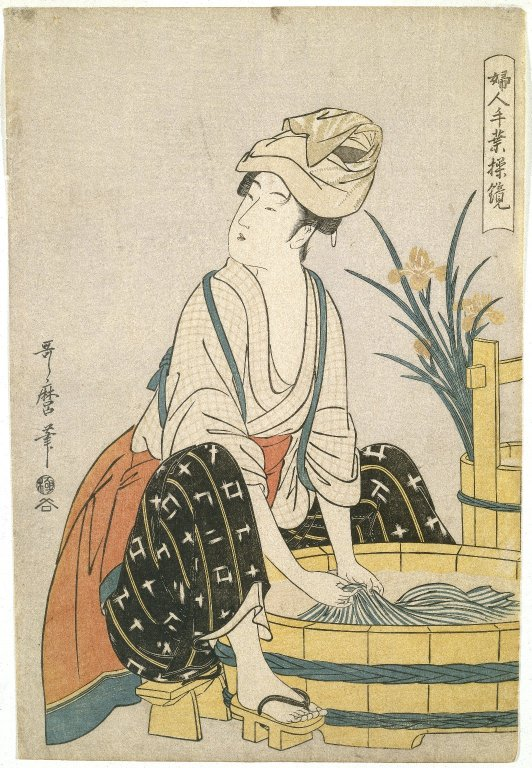
たらいによる洗濯

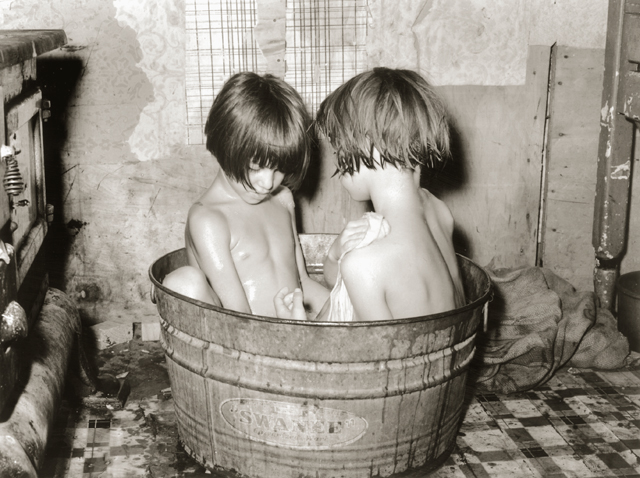
金だらいを用いた行水の様子

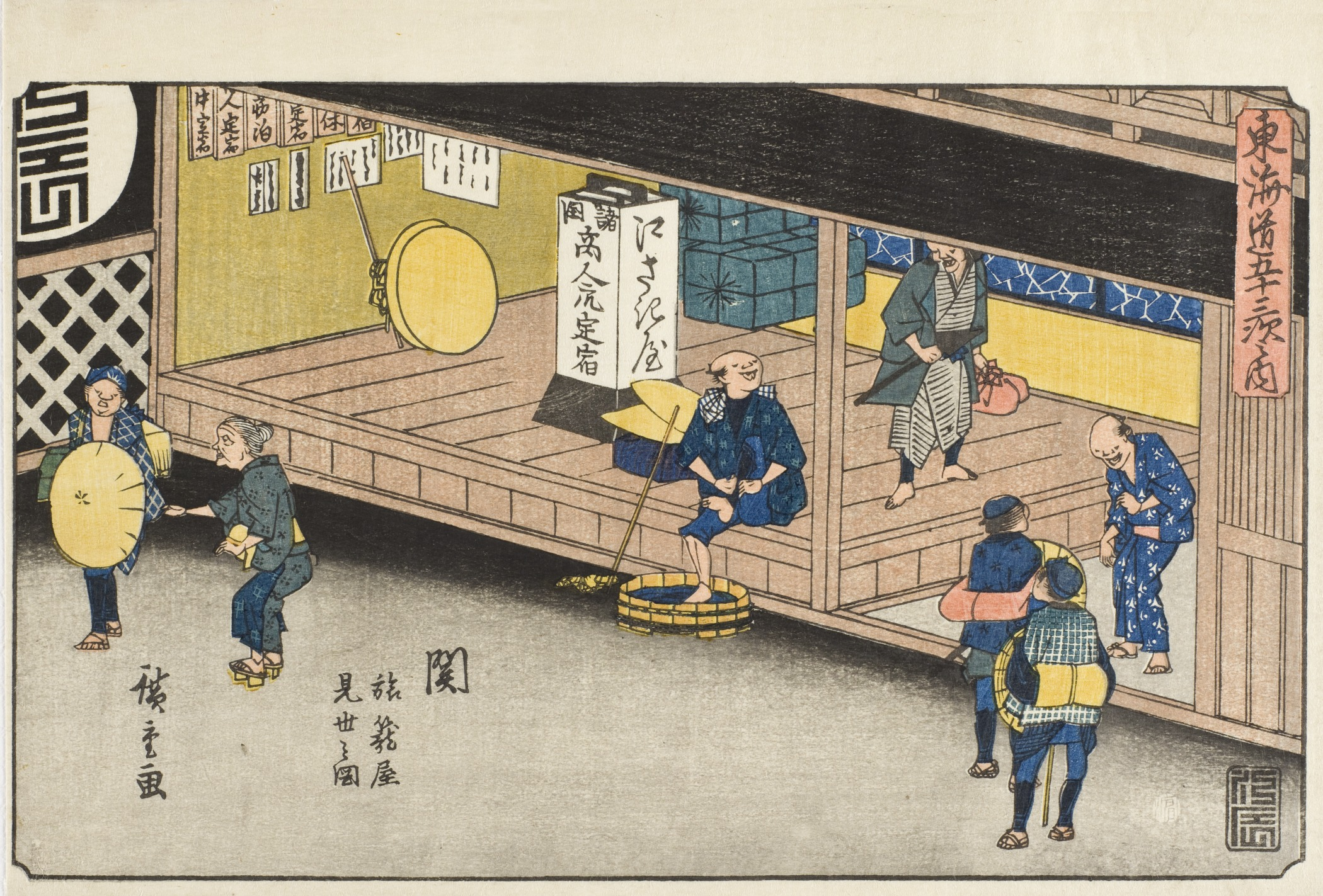
旅籠で足を洗う様子（中央）

### 特徴
- 広げやすく、液漏れしにくい。
- 木製のものは保温性に優れている。

### 一般用途
- 洗濯板を用いて洗濯する。
- 行水に使う。この場合、昼までに水をはり、日光で温まった日向水を利用する。
- 寿司でシャリに合わせ酢を混ぜるときに用いる。
- ちらし寿司で、具を混ぜるのにも利用される（寿司桶を参照のこと）。
- 旅籠で客人が手や足を洗う手水。
- スイカなどの冷却に使う。
- 出産時の産湯に使われる。

### 地域特有の用途
- 新潟県佐渡島などで、たらい舟として、漁撈用、観光用の乗り物として利用する。
- 徳島県阿波市土成町では、うどんをゆで汁ごと大きなたらいにあけ、そのたらいを数人で囲み、つけ汁に付けて食べるたらいうどんという郷土料理の器に使われる。

### お笑い
金属製のものは叩くと形の似た銅鑼のような派手な音がでるため、ハナ肇とクレージーキャッツやかつて同じ事務所だったザ・ドリフターズなどのコントの演出に使われることがある。

### 漫画・ゲーム
日本のギャグ漫画などでは、前述のドリフターズのコントの影響で同様の金だらいの演出がしばしば使用される。その際、きっかけとして別の登場人物が上から垂らされた紐を引くことも多い。また、コンピュータゲームでも罠（武器）やゲームクリア失敗のお笑い演出として使われる事もある。